# ریویا کوریهارا
ریویا کوریهارا (انگلیسی: Ryoya Kurihara؛ زادهٔ ۱۴ ژوئیهٔ ۱۹۹۶) بازیکن بیسبال اهل ژاپن است.